# Siegfried Marcus

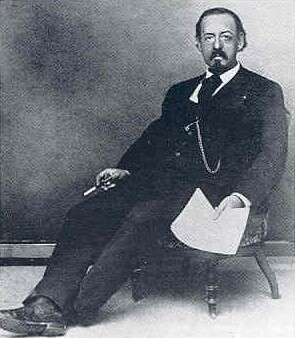
Siegfried Marcus

Siegfried Samuel Marcus (* 18. September 1831 in Malchin; † 1. Juli 1898 in Wien) war ein überwiegend in Wien lebender Mechaniker und Erfinder. Er zählt zu den Pionieren bei der Erfindung des Automobils.

## Leben
Siegfried Marcus wurde als Sohn des Kaufmanns Liepmann Marcus, der im Vorstand der Malchiner jüdischen Gemeinde tätig war, und dessen Frau Rosa, geb. Philip, geboren. Der Überlieferung nach absolvierte er in seiner Heimatstadt beim Mechaniker Lilge eine Mechanikerlehre. Im Jahr 1845 ging er nach Hamburg. Über diese Zeit ist nichts Authentisches bekannt. Von dort siedelte er nach Berlin über, wo er nach eigenen Angaben in der gerade gegründeten Werkstatt von Siemens und Halske tätig war. Auch über die Berliner Zeit gibt es keine primären Geschichtsquellen. Die Archive von Siemens widersprechen Marcus, sein Name taucht nirgends auf. Durch seine Abwanderung nach Wien leistete Marcus keinen Militärdienst in Preußen; ob dem Militärdienst zu entfliehen ein Motiv für seine Übersiedlung nach Wien war, ist nicht bekannt.
Im Jahre 1852 wurde er in Wien sesshaft und blieb hier bis zu seinem Tode. Er bekannte sich zum evangelisch-lutherischen Glauben. Marcus arbeitete zunächst in der Werkstatt des k.k. privilegierten Mechanikers Carl Eduard Kraft und von 1854 an als Laborant und Mechaniker am k.k. Physikalischen Institut. Von 1855 bis 1856 war er an der Geologischen Reichsanstalt tätig. Im Jahr 1856 eröffnete er sein erstes Labor auf der Wiener Mariahilfer Straße, das er Telegraphenbauanstalt nannte. Dort – und von 1890 an in der nahen Mondscheingasse – entstanden Geräte für das graphische Gewerbe, Telegraphenapparate, elektrische Zünder für militärische und zivile Zwecke (die Preußische Armee verwendete seinen Zünder im Deutsch-Französischen Krieg), elektrische Beleuchtungskörper, Gas-, Alkohol- und Benzinlampen und dergleichen. Mit der Erzeugung dieser Geräte und dem Verkauf seiner zahlreichen Patente bestritt Marcus seinen Lebensunterhalt.
Bekannt gemacht haben ihn seine Vergaser, Benzinmotoren und besonders seine zwei Motorwagen. Letztere hat er jedoch, wie die Motoren, von anderen Firmen anfertigen lassen, da ihm in seiner kleinen Werkstätte dazu die Möglichkeiten fehlten. Vieles davon hat Marcus selbst erfunden oder weiterentwickelt.
Insgesamt hat Marcus rund 130 Patente auf vielen Gebieten in mehreren Ländern angemeldet. Auf der Pariser Weltausstellung von 1867 erhielt er eine Silbermedaille, vom österreichischen Kaiser Franz Joseph I. wurde er ebenfalls ausgezeichnet.

Porträt von Siegfried Marcus
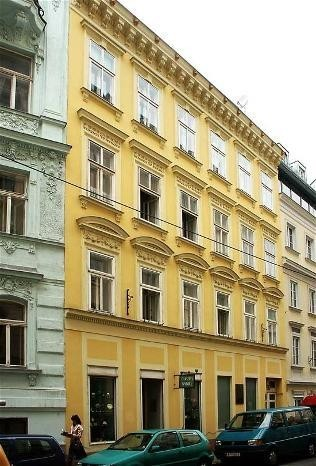
In diesem Haus in der Mondscheingasse im 7. Wiener Gemeindebezirk wohnte und arbeitete Siegfried Marcus zuletzt
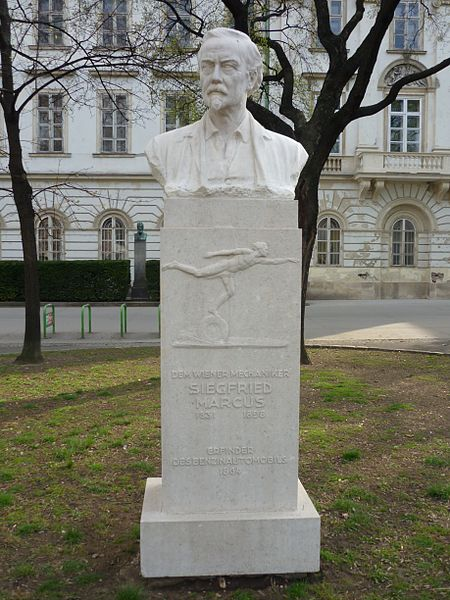
Marcus-Denkmal vor der Wiener Technischen Universität. Die Bezeichnung „Erfinder des Automobils 1864“ bezieht sich auf den ersten Marcus-Wagen, der allerdings von 1870 stammt, und war schon bei der Errichtung des Denkmals im Jahr 1931 umstritten.
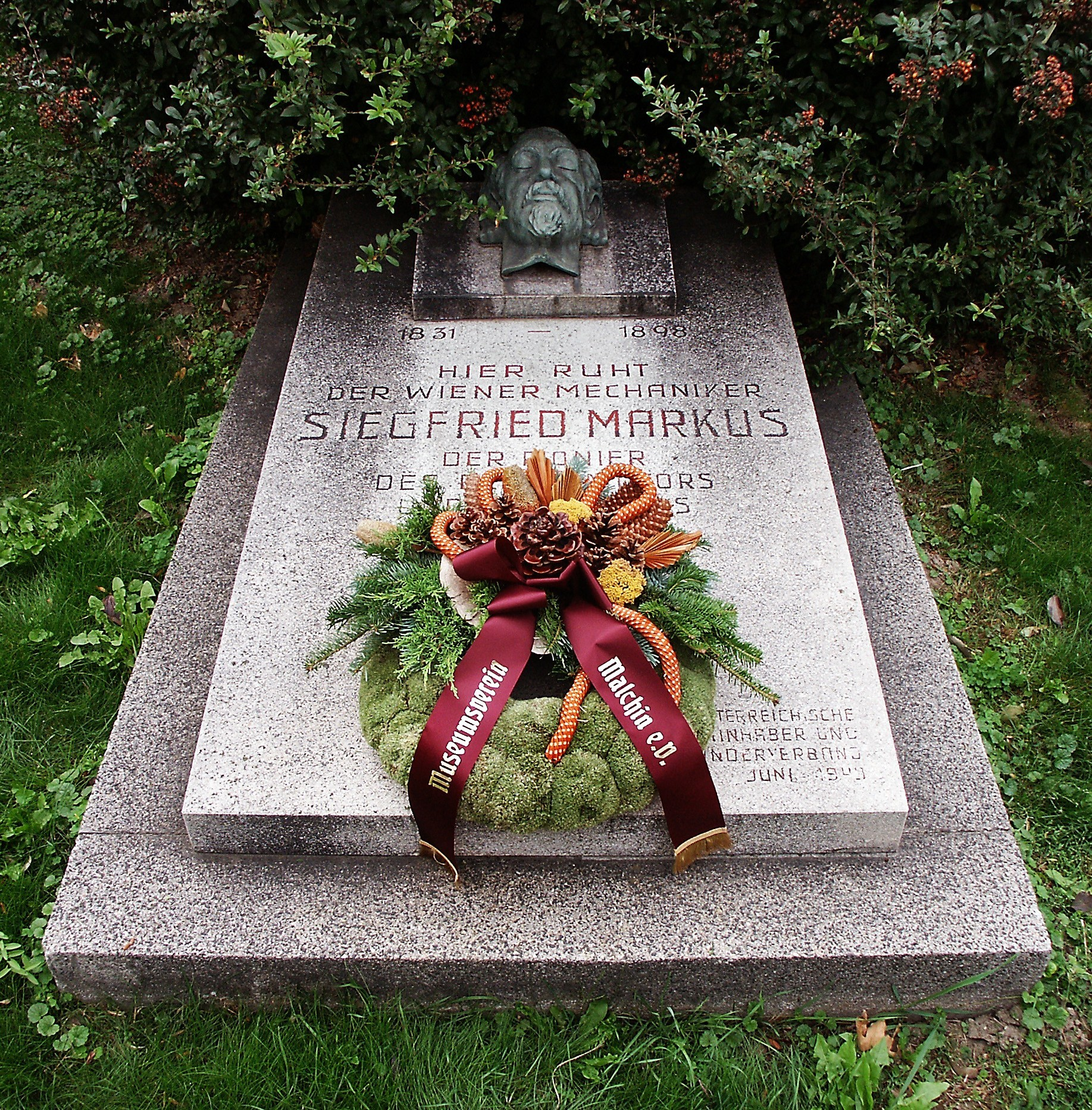
Ehrengrab von Siegfried Marcus auf dem Wiener Zentralfriedhof

Am 1. Juli 1898 starb Siegfried Marcus. Seine Erben waren seine langjährige Lebensgefährtin Eleonora Baresch und die beiden gemeinsamen Töchter Eleonora Maria und Rosa Maria Anna. Er behielt die Staatsangehörigkeit des Großherzogtums Mecklenburg-Schwerin bis zu seinem Tod. Ursprünglich auf dem Hütteldorfer Friedhof begraben, ruht Siegfried Marcus mit seiner Gefährtin in einem Ehrengrab auf dem Wiener Zentralfriedhof (Gruppe 0, Reihe 1, Nummer 101). Zahlreiche österreichische Städte und Gemeinden haben eine Marcusgasse, -straße oder dergleichen. Im Jahr 1925 wurde in Wien-Penzing (14. Bezirk) die Marcusgasse nach ihm benannt.

## Kontroverse um die Bedeutung Marcus’
Die Tragik des Siegfried Marcus gründet in einer Erfindung, die ihm irrtümlich zugeschrieben wurde und die ihn in Österreich und zeitweise auch weltweit bekannt gemacht hat: die angebliche Erfindung des Automobils im Jahre 1875, deutlich vor Daimler und Benz. Gustav Goldberg verstärkte mit seinem Buch Siegfried Marcus – ein Erfinderleben von 1961 Diskussionen über die Authentizität der Jahresangabe 1875 für Marcus’ zweiten Motorwagen. Hans Seper begann daraufhin, das Thema quellenkritisch aufzuarbeiten und führte schließlich in einer Veröffentlichung von 1968 Belege dafür an, dass die Jahresangabe 1875 unrichtig sei, was das Scheinbild von der Erfindung des Automobils durch Siegfried Marcus zerstörte. Jüngere Forschungen von Grössing, Bürbaumer, Hardenberg und anderen haben Seper bestätigt.
Viele Mythen wurden und werden immer noch über Siegfried Marcus verbreitet. Sie gehen zum Großteil auf die umstrittenen technikhistorischen Arbeiten von Franz Feldhaus und Alfred Buberl zurück. Feldhaus' Angaben zu Marcus in den Ruhmesblättern der Technik (1910), in Deutsche Techniker und Ingenieure (1912) usw. sind ohne Quellenangaben, an vielen wichtigen Stellen unrichtig und haben viel zu der Verwirrung über den Anteil von Marcus an der Erfindung des Automobils beigetragen. Die Hauptverantwortung für die falsche Datierung der Entwicklung des zweiten Wagens von Marcus auf 1875 bzw. ursprünglich 1877 trifft jedoch Ludwig Czischek-Christen. Er scheint, folgt man den im Einzelnachweis angeführten Darstellungen, die beiden Wagen von 1870 und 1888/89 schlicht verwechselt zu haben.
Eine Folge dieser Verwechslung war ein Erlass aus dem Reichsministerium für Volksaufklärung und Propaganda, Marcus aufgrund seiner jüdischen Abstammung aus der Geschichte zu entfernen. Dadurch wurde für einige die Erzeugung des zweiten Marcus-Wagens um 1870 im Umkehrschluss zur Wahrheit.
| Reichsministerium für Volksaufklärung und Propaganda Geschäftszeichen. S 8100/4.7.4.0/7 1 Berlin W8, den 4. Juli 1940 Wilhelmplatz 8–9 An die Direktion der Daimler-Benz-A.G. Stuttgart-Untertürkheim Betrifft: Eigentlichen Erfinder des Automobils Auf Ihr Schreiben vom 30. Mai 1940 Dr.Wo/Fa. Das Bibliographische Institut und der Verlag F.A. Brockhaus sind darauf hingewiesen worden, dass in Meyers Konversations-Lexikon und im Großen Brockhaus künftig nicht Siegfried Marcus, sondern die beiden deutschen Ingenieure Gottlieb Daimler und Carl Benz als Schöpfer des modernen Kraftwagens zu bezeichnen sind.\|- |

So wird unter anderem, ohne über seriöse Hinweise zu verfügen, behauptet, dass er in Berlin ein enger Vertrauter von Werner von Siemens gewesen sei, in Wien zusammen mit Ludwig am Josephinischen Institut gearbeitet und dem jungen Kronprinz Rudolf naturwissenschaftlichen Unterricht gegeben habe, oder gar, dass er im Jahre 1875 das erste vollständige Automobil der Welt gebaut habe und damit sogar bis Klosterneuburg bei Wien gefahren sei.
Wegen seiner jüdischen Herkunft wurde Marcus in der Zeit der NS-Diktatur totgeschwiegen. Sein Denkmal wurde aus dem Wiener Resselpark entfernt. Der wertvolle zweite Marcus-Wagen konnte dank geschickten Taktierens des Technischen Museums Wien und des Eigentümers vor behördlichen Zugriffen bewahrt werden. Nach der Befreiung Österreichs wurde das Denkmal wieder auf seinem alten Platz aufgestellt.
In der Kurzgeschichte Der Kilometerfresser hat der österreichische Dichter Emil Ertl im Jahre 1927 Marcus ein literarisches Denkmal gesetzt – ohne Wirklichkeitsbezug und ohne seinen Namen zu nennen. Darin wird Marcus „Spinnerich“ genannt und behauptet, er sei Webstuhlmechaniker gewesen.
Die ostdeutsche Fachzeitschrift KFT räumte ein, dass sich die Jahreszahl 1875 für Marcus’ zweiten Motorwagen nicht authentisch belegen lässt, forderte aber dennoch eine Anerkennung des Lebenswerks von Siegfried Marcus als einer der „Pioniere des Kraftwagens“. Zwar hätten seine Fahrzeugkonstruktionen keinen Einfluss auf die allgemeine Kraftfahrzeugentwicklung gehabt. Ein entscheidender Beitrag zum Kraftfahrzeug wird ihm jedoch im Zusammenhang seiner Entwicklung der Magnetzündung und der Definierung des Benzin-Luftgemischs als Kraftstoffquelle zugeschrieben.

## Werk

### Motorwagen
Sowohl wirtschaftlich als auch für die weitere technische Entwicklung waren die beiden Motorwagen des Siegfried Marcus nur von geringer Bedeutung. Um mit dem fortgeschrittenen, alle Merkmale eines Automobils aufweisenden zweiten Marcus-Wagen eine Produktion zu beginnen, hätte es einer tiefgreifenden Rekonstruktion, vor allem des Antriebes, bedurft.

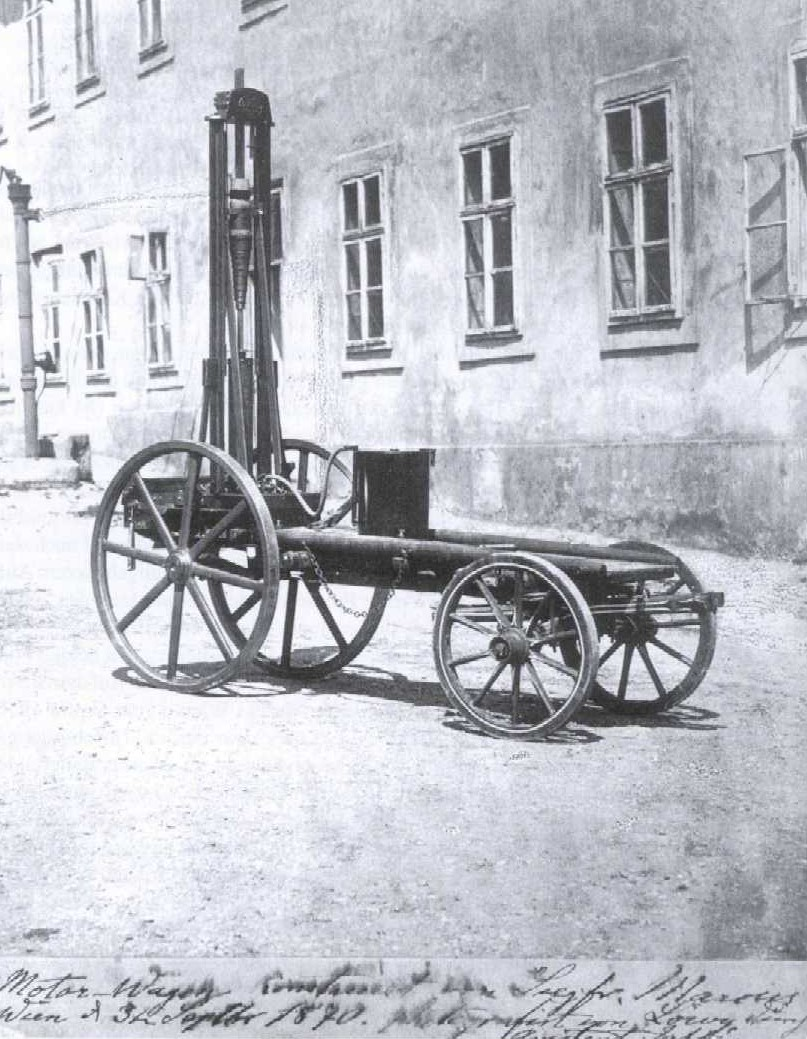
Erster Marcus-Wagen, 1870 (existiert nicht mehr)
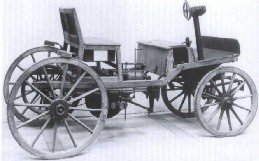
Zweiter Marcus-Wagen, 1888–89, Bild: Technisches Museum Wien
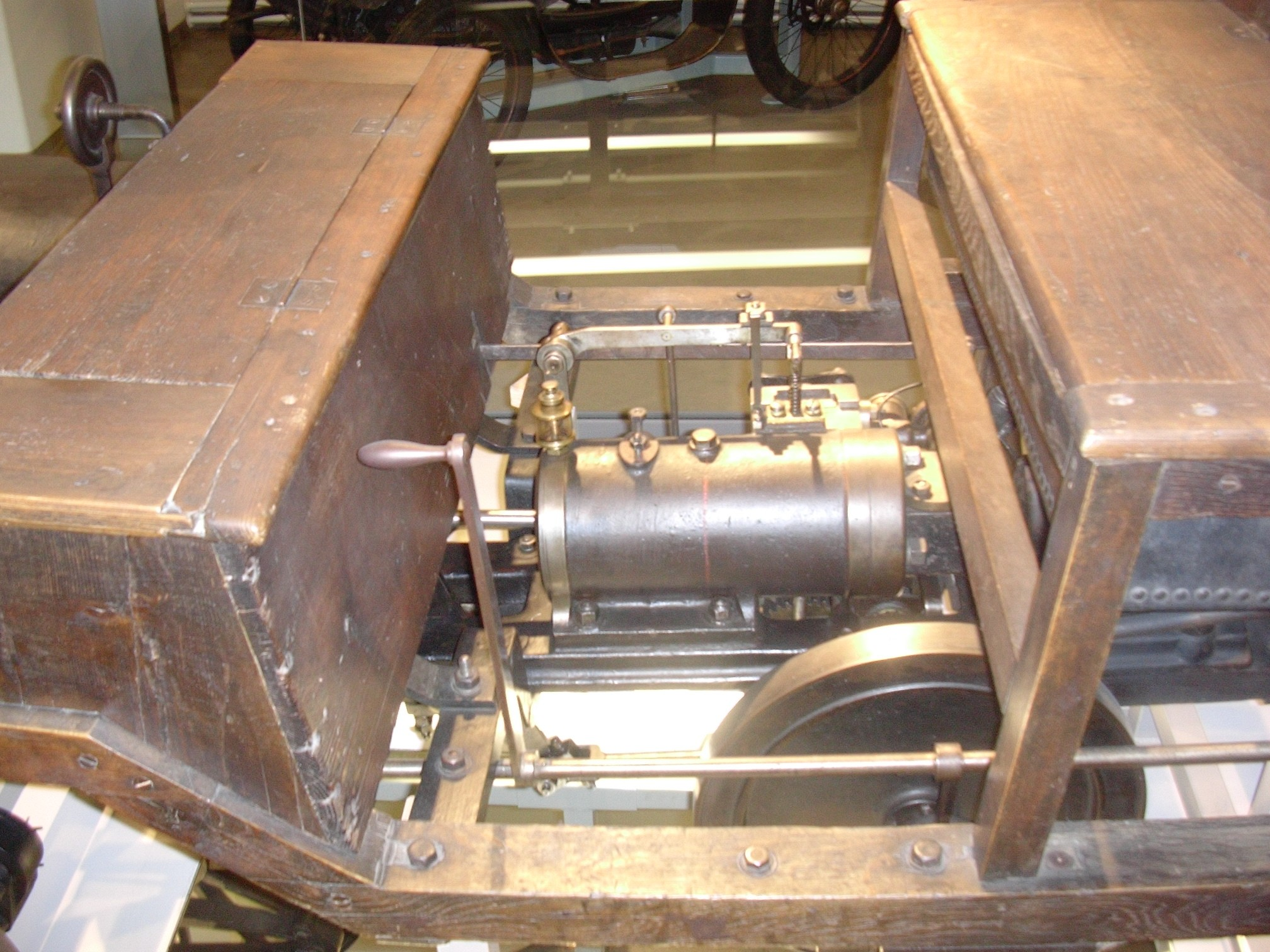
Motor des zweiten Marcus-Wagens
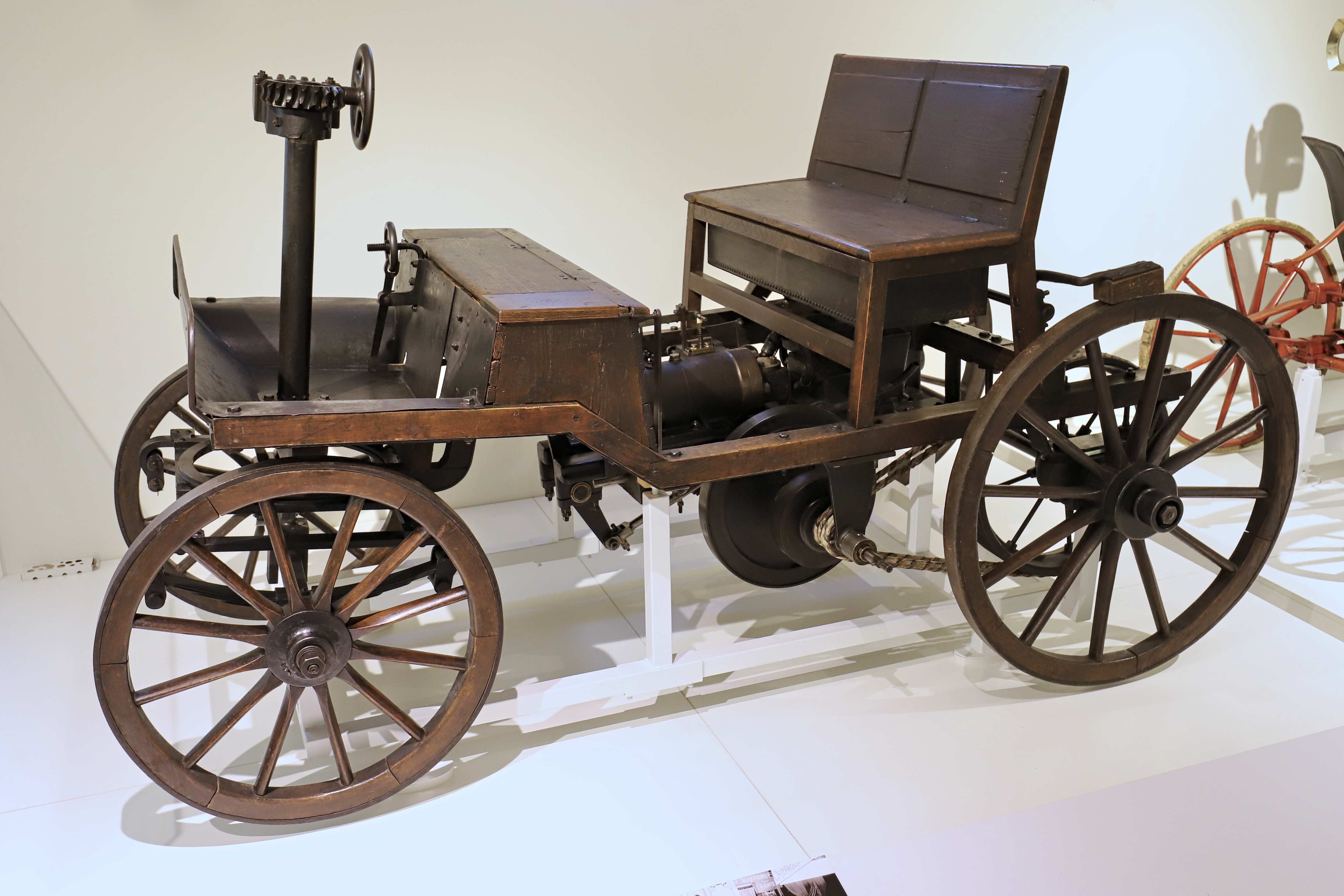
Der zweite Marcuswagen im Technischen Museum Wien

#### Erster Marcus-Wagen
1870 baute Marcus sein erstes, mit einem Benzinmotor angetriebenes Straßenfahrzeug, welches ein motorisierter Handwagen war. Dessen Motor war ein verdichtungsloser, direkt wirkender Zweitaktmotor, System Lenoir, der mit dem heutigen Zweitaktmotor nur die Bezeichnung teilt. Für das Benzin-Luft-Gemisch sorgte ein Oberflächenvergaser, den Marcus in dieser Form 1866 patentieren ließ. An sich waren Oberflächenvergaser nicht neu, Marcus selbst sprach in seinen Patentschriften daher von Verbesserungen. Die Zündung erfolgte mittels Elektro-Magnetzündung. Marcus hatte in den 1860er Jahren bereits mehrere solche Zünder für verschiedene militärische und zivile Zwecke entwickelt und patentieren lassen.
Zeitgenössischen Zeitungsberichten zufolge führte Marcus mit diesem Wagen, dem wesentliche Bestandteile eines Automobils wie Bremsen, Lenkung, Kupplung und dergleichen fehlten, Versuchsfahrten in der näheren Umgebung seiner Werkstätte durch.
Dank eigenhändiger Vermerke auf zwei Fotografien kann das Gefährt auf 1870 datiert werden, in Widerspruch zu einem Fahrbericht aus dem Jahr 1904, wo von 1866 die Rede ist. Auch das Jahr 1864 wird in manchen Berichten genannt, ohne dass es verlässliche Hinweise darauf gäbe.
Dieser sogenannte „Erste Marcus-Wagen“ ist das erste mit Benzin betriebene Straßenfahrzeug, über das es authentische Geschichtsquellen gibt. Weder Wagen noch Motor sind erhalten geblieben. Jedoch gibt es einige originalgetreue Nachbauten, wie im Heimatmuseum von Marcus’ Geburtsstadt Malchin. Der älteste steht in der Siegfried Marcus Berufsschule in Wien, dessen Motor nach Zeugenberichten lauffähig ist.

#### Zweiter Marcus-Wagen
Ohne dieses Fahrzeug und dessen irrtümliche Datierung auf 1875, und somit vor Benz und Daimler, wäre Marcus heute wohl nur mehr einem kleinen Kreis technikgeschichtlich Interessierter bekannt. „Ob sein zweiter Wagen bereits 1875 oder erst 1888/89 fahrbereit war, war lange Zeit unsicher, heute gilt die spätere Datierung als gesichert“.
Diese Konstruktion hatte bereits alle Bestandteile eines Kraftfahrzeuges. Das Fahrzeug selbst gehört seit 1898 dem ÖAMTC und steht als Leihgabe im Technischen Museum in Wien. Der Zweite Marcus-Wagen wurde von der Firma Märky, Bromovsky & Schulz in den Jahren 1888/89 in Adamsthal, Mähren gebaut. Er wurde 1898 auf der Kaiser Franz-Joseph-Jubiläumsausstellung erstmals einem breiten Publikum präsentiert. Der einzylindrige 1,5-Liter-Viertaktmotor leistete 0,75 PS und verlieh dem Fahrzeug auf ebener, befestigter Fahrbahn eine Geschwindigkeit von 5–8 km/h. Innovativ waren die elektrische Niederspannungs-Abreißzündung (Magnetzündungen, Patent 1883) und der Spritzbürstenvergaser (Patente 1883 und 1887). Aufgrund der bescheidenen Fahrleistung muss auch hier von einem Prototyp gesprochen werden. Im Jahr 1950 wurde der Wagen von Alfred Buberl in fahrfähigen Zustand versetzt. Seither ist er mehrmals vor Publikum gefahren. Er steht als das älteste in fahrfähigem Zustand erhaltene benzinbetriebene Automobil unter Denkmalschutz. Im Jahr 2006 hat das Technische Museum Wien mit Hilfe mehrerer Sponsoren, darunter die tschechische Firma ADAST, Nachfolgerin des einstigen Herstellers Märky, Bromovsky & Schulz, einen originalgetreuen, betriebsfähigen Nachbau angefertigt. Dieser nimmt mehrmals jährlich an Veranstaltungen wie Oldtimermessen und -treffen teil.

### Zündanlage
Eine Pionierleistung Marcus’ war die Erfindung der Magnetzündung, die er in Deutschland 1883 zum Patent anmeldete. Aus dem Patent geht hervor, dass er bereits 1873 vorgeschlagen hatte, die Erzeugung elektrischen Stroms mithilfe eines Magnetinduktors zu bewirken, der durch den Motor selbst betrieben wird. Sowohl Benz als auch Daimler arbeiteten hingegen an anderen Zündungskonzepten, die sich nicht durchsetzen konnten; im Gegenteil, die Magnetzündung von Marcus wurde 1887 von Robert Bosch aufgegriffen und verbessert, sodass damit eines der größten technischen Probleme früher Automobile gelöst werden konnte.

### Verbrennungsmotoren und Vergaser
Insgesamt sind zehn gebaute Marcus-Motoren bekannt. Der erste entstand 1870 und wurde auch für den ersten Marcus-Wagen, den motorisierten Handwagen, verwendet. Bis auf die letzten vier Motoren, die von 1887 bis 1888 von der Fa. Märky, Bromovsky & Schulz in Adamsthal, Mähren (heute: Adamov, Tschechische Republik) als Viertaktmotoren gebaut wurden, waren die Marcus-Motoren verdichtungslose, direkt wirkende Zweitakt-Benzinmotoren nach dem Vorbild des Lenoir-Gasmotors und unterschieden sich damit wesentlich vom Viertaktmotor des Nicolaus August Otto.
Drei Viertaktmotoren sind erhalten geblieben. Der älteste davon ist ein Stationärmotor und befindet sich im Technischen Museum Wien. Als der zweite Marcus-Wagen im Jahr 1950 in einen fahrfähigen Zustand gebracht wurde, hat man diesem Motor den Zündmagnet entnommen und in den Wagen eingebaut, da dort der Originalmagnet fehlte. Der zweite Motor ist im Wagen eingebaut und in der Bauweise dem Stationärmotor sehr ähnlich, ein „auf den Kopf gestellter Stationärmotor“. Der dritte Motor befindet sich im Technischen Museum Prag. Der vierte Viertaktmotor wurde für die „Locomobile“ (siehe Abbildung) verwendet und ist verschollen.
Innovativ waren die Magnetzünder und Vergaser der Motoren. Anfangs verwendete auch Marcus die in den 1860/70er Jahren üblichen Oberflächenvergaser, auf die er ab Mitte der 1860er Jahre Patente für Verbesserungen hielt. Entwickelt hatte Marcus diese Vergaser eigentlich für Beleuchtungszwecke. Sie sollten als ortsunabhängige Erzeuger von Gas für die damals üblichen Gaslampen dienen. Ab 1883 verwendete Marcus von ihm erfundene Spritzbürstenvergaser, also Zerstäuber und nicht Verdunster wie Oberflächenvergaser. Diese Vergaser waren völlig neu.
Von Beginn an benutzte er Magnetzünder eigener Konstruktion und keine galvanischen oder Glüh- bzw. Flammrohrzünder. Bei den erhaltenen Viertaktmotoren ragen Elektroden in den Verbrennungsraum, deren Trennung durch Abriss den Zündfunken erzeugt.

Motor des ersten Wagens von 1870. Marcus hat mit eigener Hand auf das Foto geschrieben: „… konstruiert von Siegfr. Marcus 1870“
Aus einem Prospekt der Fa. Märky, Bromovsky und Schulz aus dem Jahr 1888. Über eine tatsächliche Produktion ist nichts bekannt.
Aus einem Prospekt der Fa. Märky, Bromovsky und Schulz aus dem Jahr 1888. Über eine tatsächliche Produktion ist nichts bekannt.
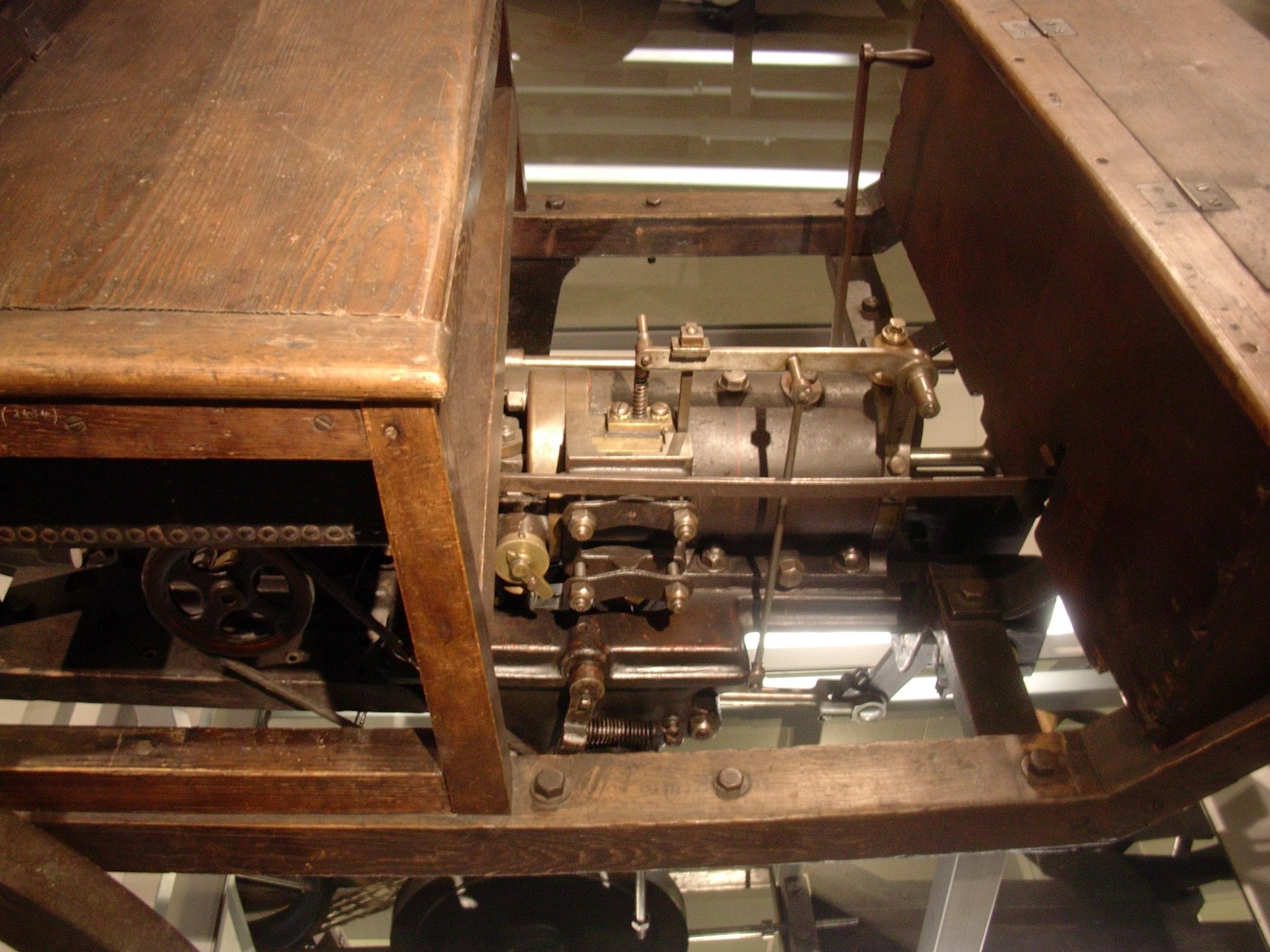
Motor des zweiten Marcus-Wagens, gebaut 1888 von Märky, Bromovsky und Schulz
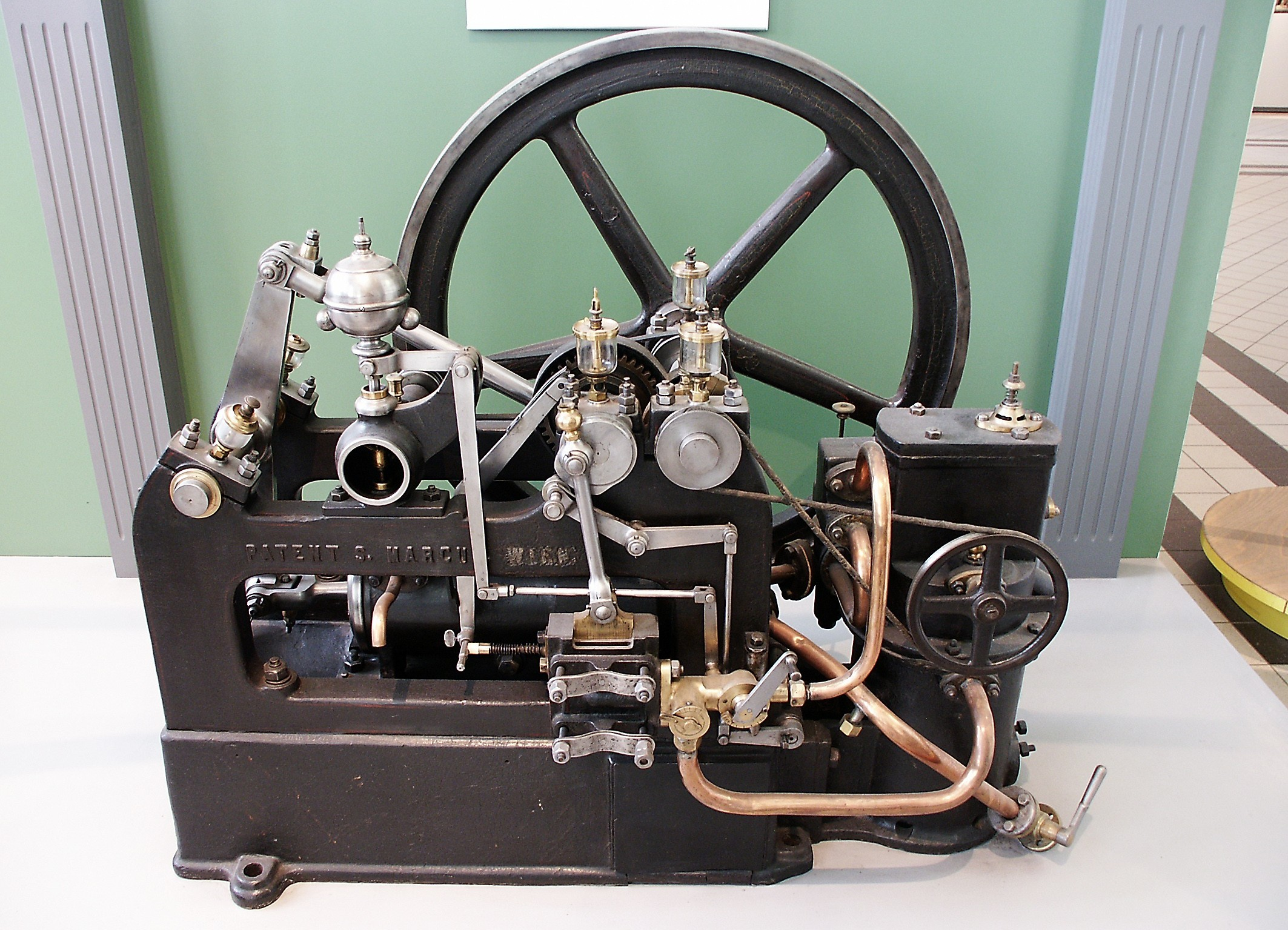
Viertakt-Stationärmotor von 1887, gebaut von der Firma Märky, Bromovsky und Schulz. Im Aufbau sehr ähnlich dem Motor des zweiten Marcus-Wagens, Technisches Museum Wien
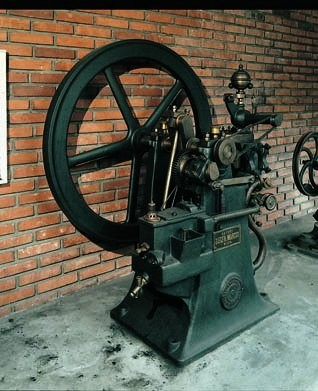
Viertakt-Stationärmotor von 1888, stehende Bauweise, Technisches Museum Prag
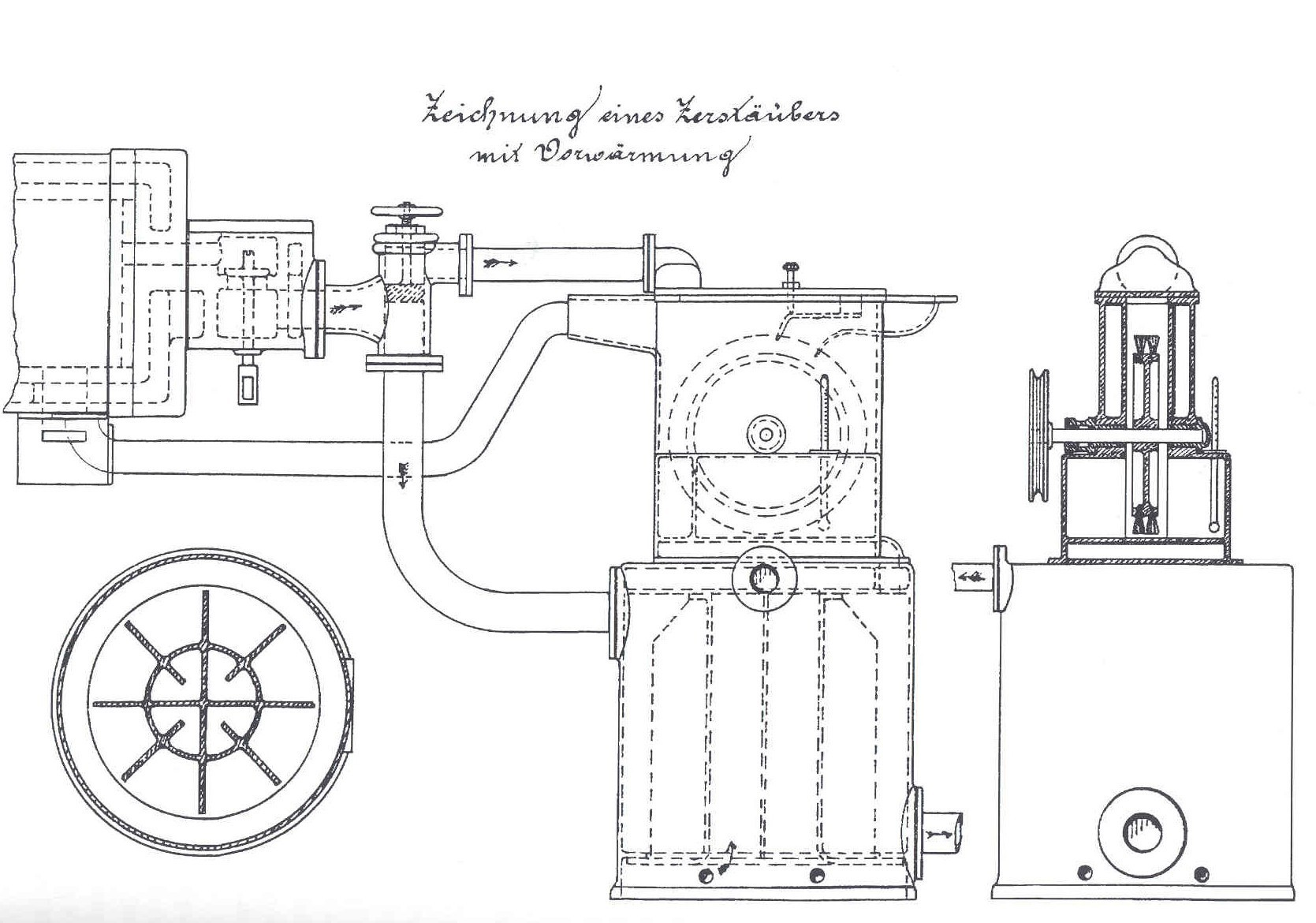
Patentzeichnung des Bürstenvergasers mit Vorwärmung, in Österreich 1887 patentiert. Auspuffgase wärmen das Benzin an, um Gemischabmagerungen durch Verdunstungskälte zu vermeiden. Die im „Benzintank“ rotierende Bürste versprüht den Treibstoff. Dieser Vergaser befindet sich auch im zweiten Marcus-Wagen.
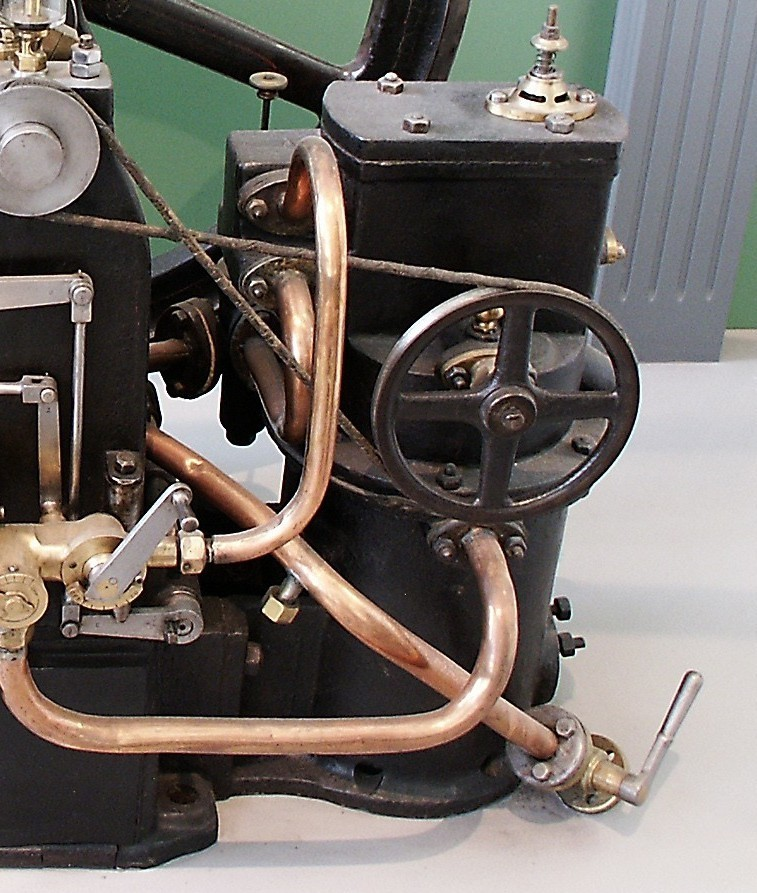
Spritzbürstenvergaser des Stationärmotors von 1887. Der Antrieb im Vordergrund lässt die Bürste rotieren.
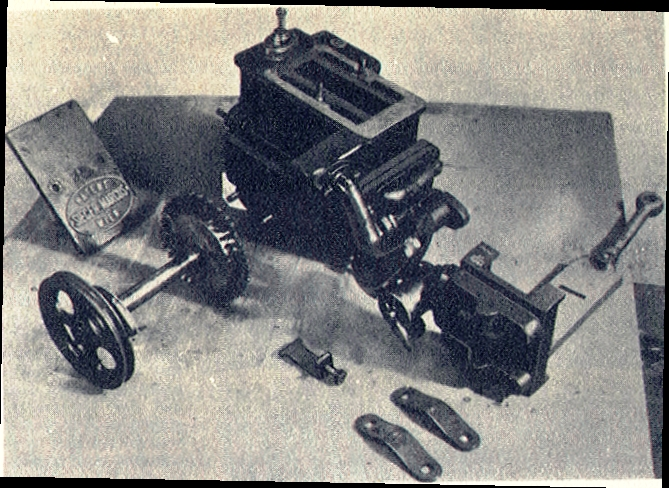
Marcus-Vergaser demontiert: Im Vergasergehäuse rotierte die Zerstäuberbürste (Antrieb durch eine Nähmaschinen(=rund)riemen), die den Kraftstoff gegen ein beheiztes Rohr spritzte, das zum Motor führte. Ein Schieber regelte die Luftzufuhr, damit abhängig Drehzahl und Leistung im Gemischverhältnis von „fett“ nach „mager“.

Sowohl wirtschaftlich als auch für den weiteren technischen Fortschritt war der Motorenbau des Siegfried Marcus bedeutungslos. Alle Motoren wurden fremd gebaut, Marcus verfügte nicht über genug Ressourcen dafür. Quellen wie eine Forderung seines letzten Motorenbauers an den Nachlass lassen darauf schließen, dass Marcus mit den Motoren kein Geld verdiente, sondern verlor. Auch seine Vergaser übten keinen Einfluss auf die weitere Entwicklung des Verbrennungsmotors aus. Im Jahre 1889 wurden die deutschen Patente auf Vergaser und Zünder für einen unbekannten Betrag nach Holland verkauft, dort aber nie genutzt. 1890 entwickelten Maybach und Daimler den noch heute verwendeten Spritzdüsenvergaser, Konstruktionen, die sich denen von Marcus als überlegen erwiesen.
Eine Pionierleistung stellte hingegen seine Entdeckung des Benzin-Luftgemischs als geeignete Kraftstoffquelle für Kraftfahrzeuge dar, worauf er 1882 deutsches Patent anmeldete. Damalige Versuchsmotoren wurden noch mit Leuchtgas betrieben.

### Mechanische und elektrotechnische Apparate, Werkzeuge und dergleichen
Die handwerkliche Herstellung verschiedener Instrumente, Apparate, Lampen, Zünder für zivile und militärische Zwecke, Geräte für das graphische Gewerbe, Werkzeuge und dergleichen war Marcus’ wichtigstes Betätigungsfeld. Damit war er im damaligen Wien ein sehr bekannter „Allrounder“. Er hatte ein für diese Zeit beachtliches „Medienecho“, vor allem in elektrotechnischen Fachzeitschriften. Der bekannte Sozialphilosoph und Techniker Josef Popper-Lynkeus bezeichnete ihn als den einzigen, der im damaligen Wien Dynamos bauen konnte.
1857 erhielt er ein Patent für die Verbesserung von Sicherheitsventilen an Dampfkesseln.
Anfang der 1860er Jahre probierte Ludwig von Benedek, der spätere glücklose österreichische Feldherr von Königgrätz, seine Zeigertelegrafen für das österreichische Heer aus. An Siemens & Halske in Berlin konnte Marcus ein Patent für eine Bogenlampe verkaufen. Eine eher obskure Vorrichtung zur direkten Erzeugung von elektrischem Strom aus Wärme, genannt Thermosäule (ein Thermogenerator mit einem Wirkungsgrad von nur 0,0035 Prozent), konnte er geschickt für gutes Geld an die Österreichische Akademie der Wissenschaften verkaufen.

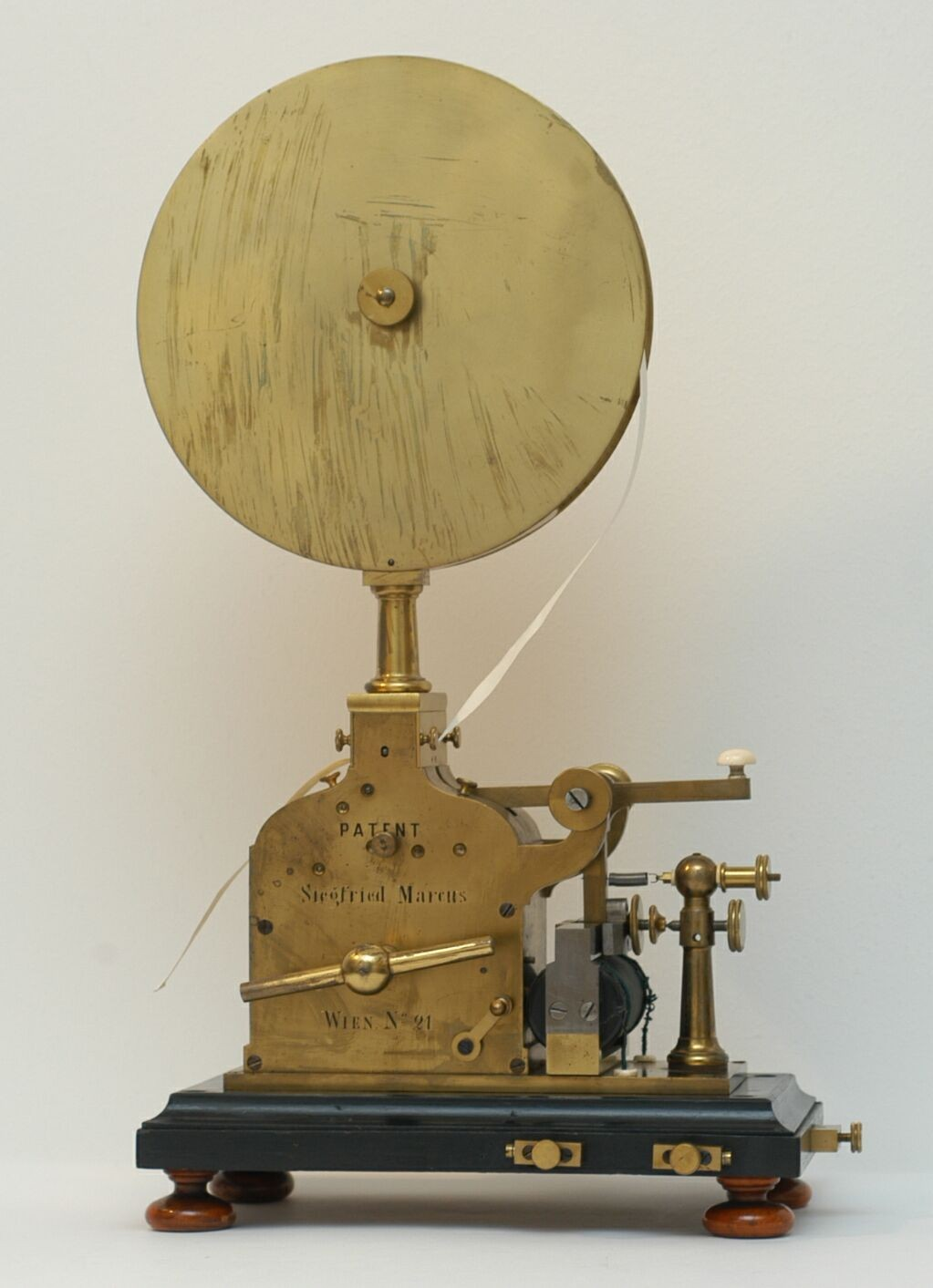
Telegraphen-Reliefschreiber, 1861, Quelle: Museum für Post und Kommunikation, Frankfurt am Main
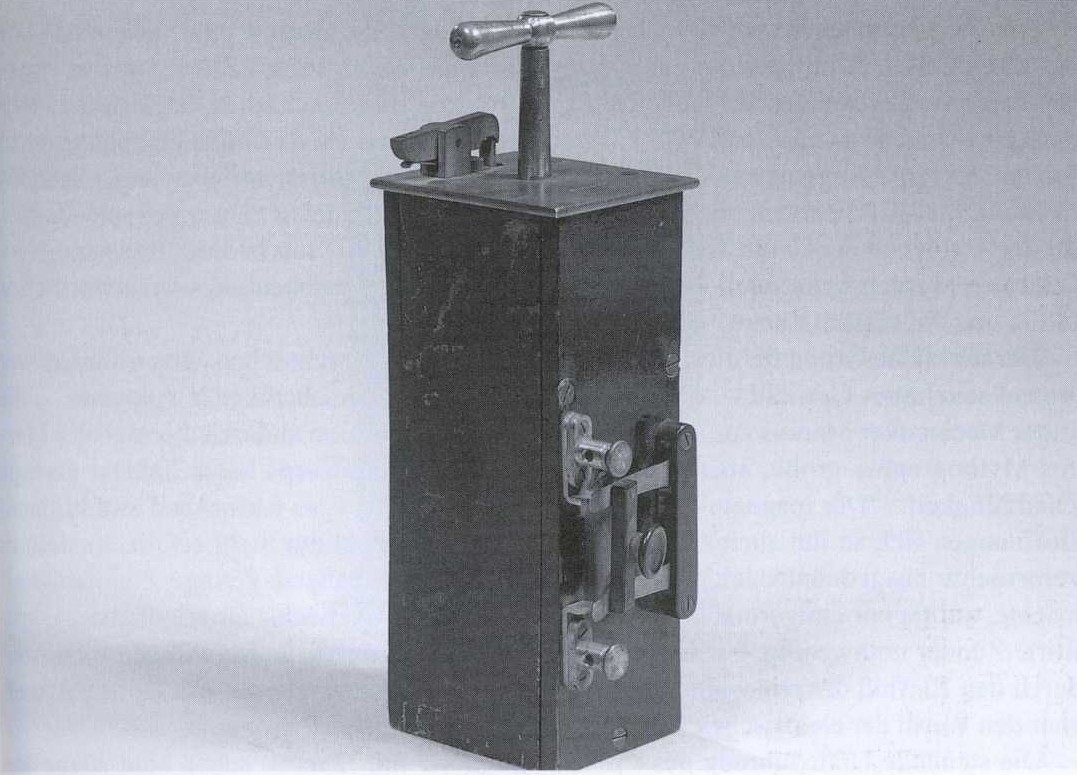
Wiener Zünder, 1864, Bild: Technisches Museum Wien
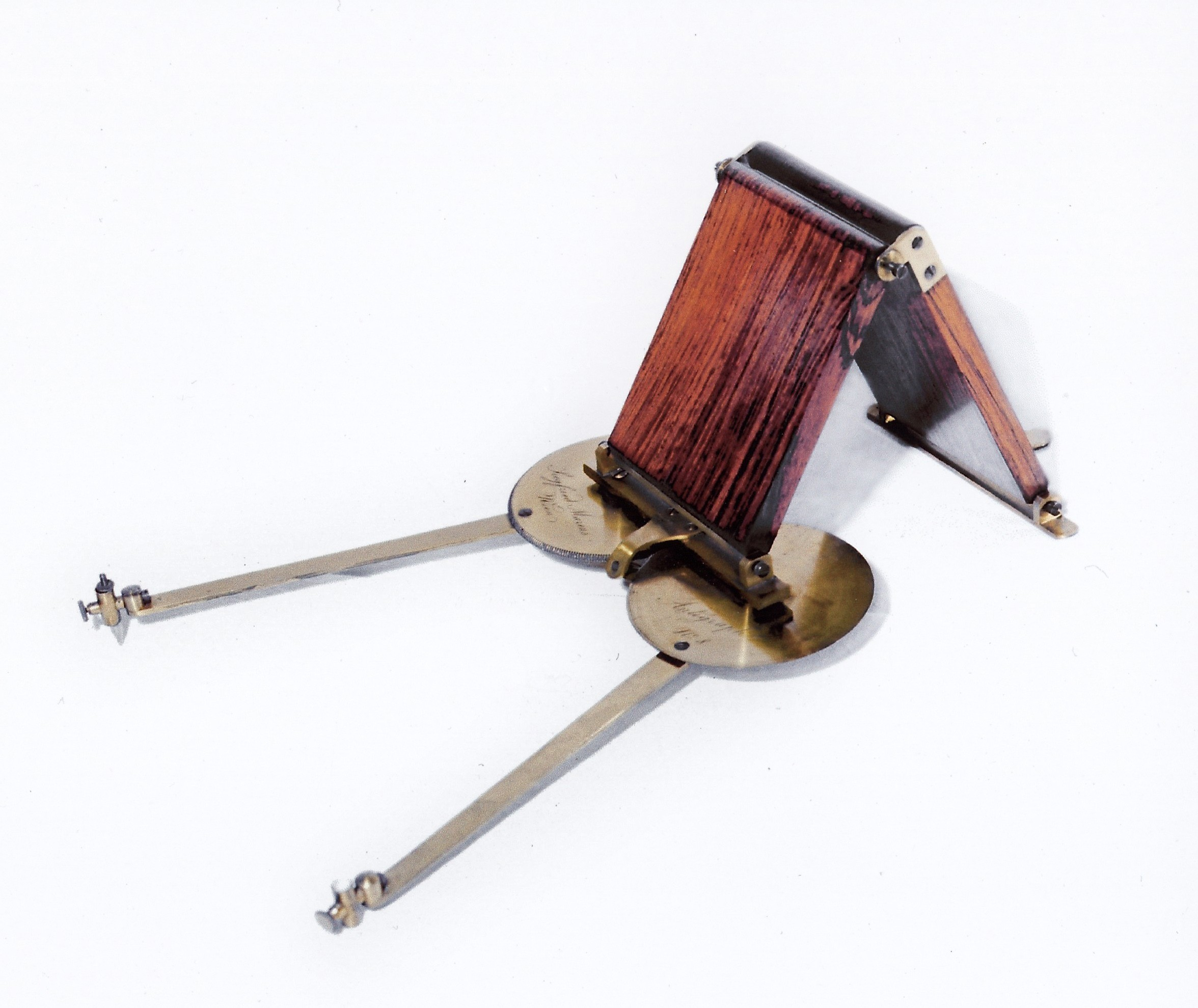
„Antigraph“, ca. 1850, ein Gerät, um auf Druckplatten spiegelverkehrt zu zeichnen
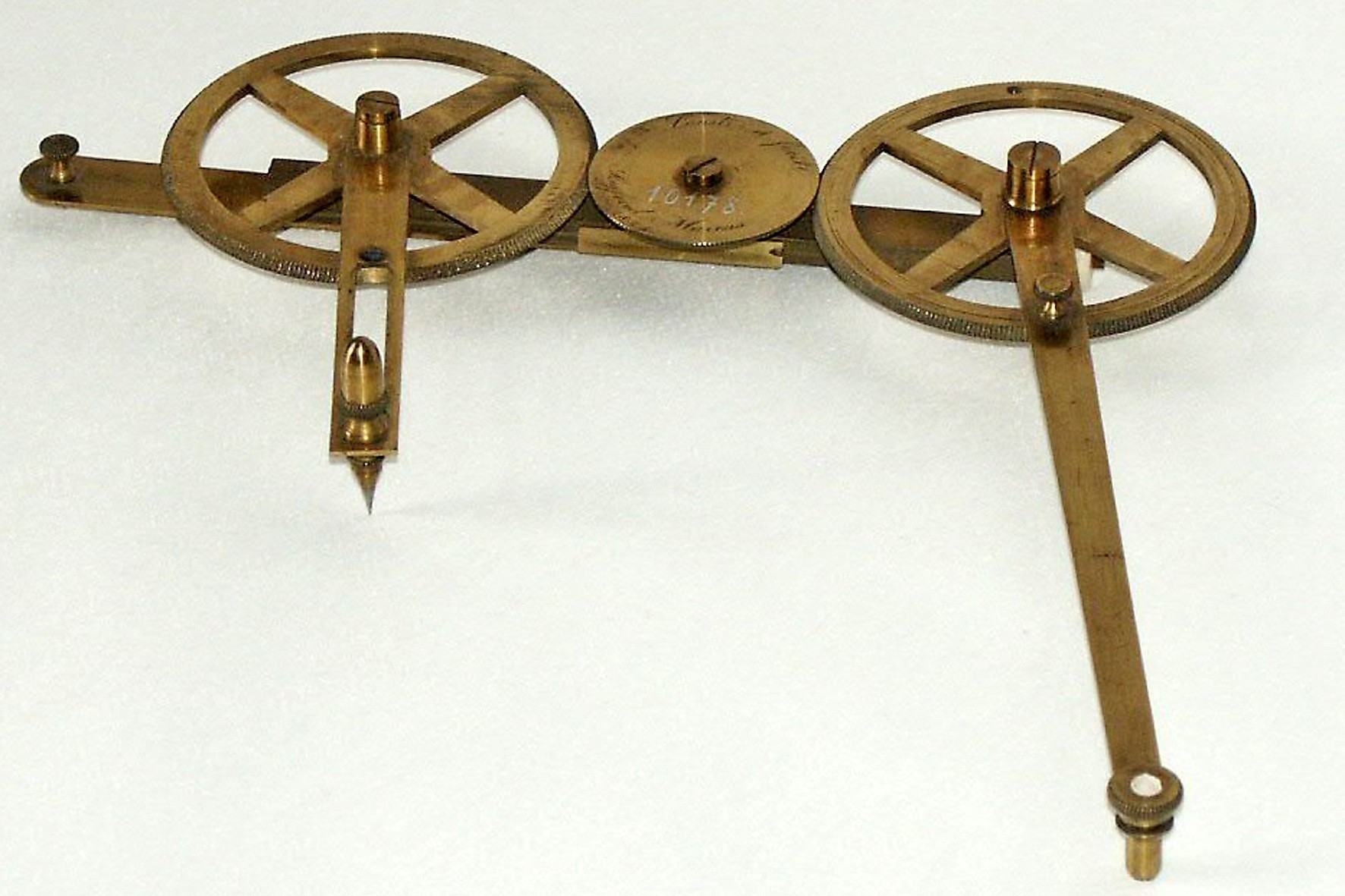
„Pantograph“ von 1855, ein Gerät, um Zeichnungen zu vergrößern, entspricht funktionell einem sog. Storchenschnabel
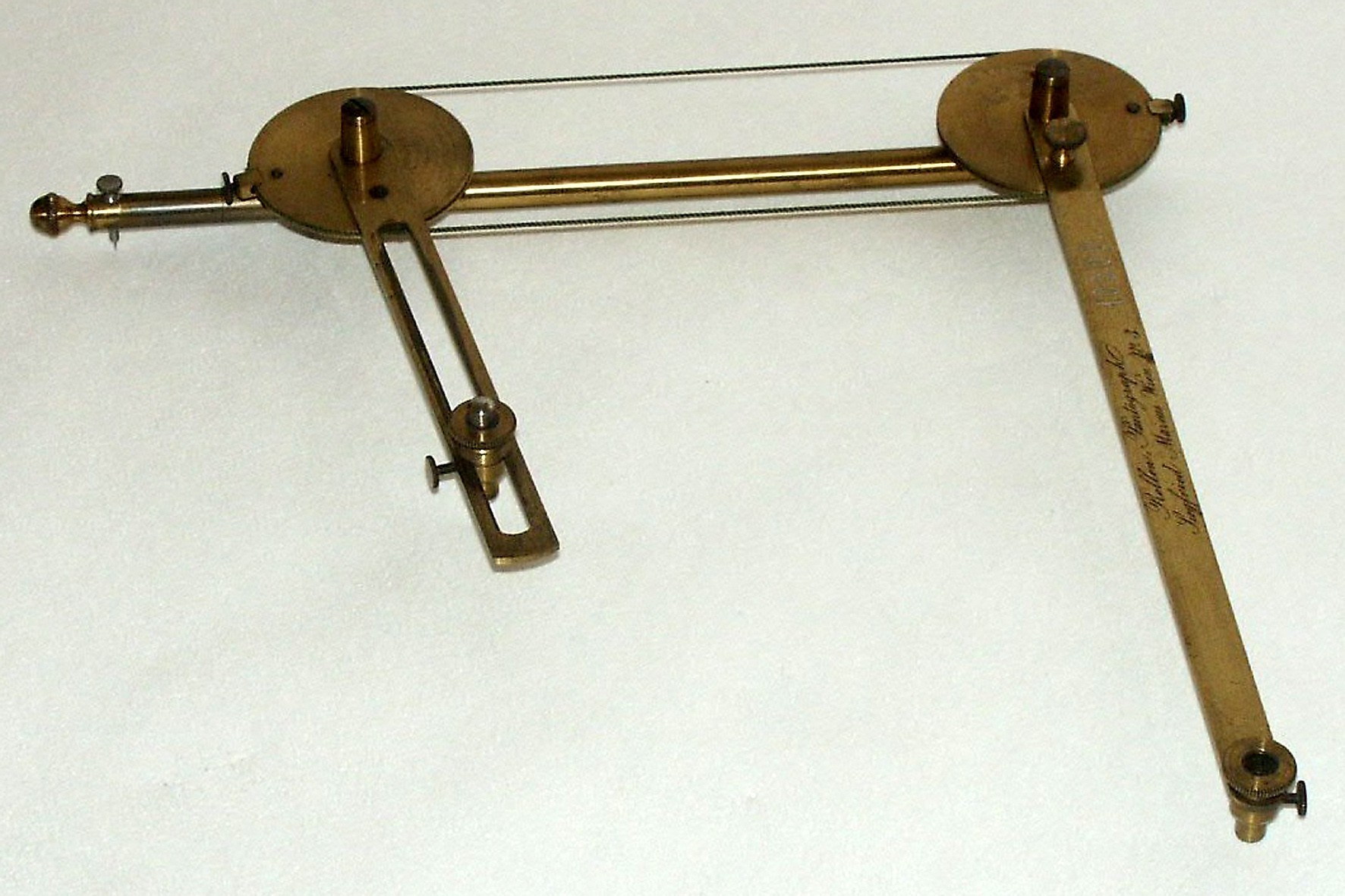
Pantograph 1855, in anderer Konstruktion
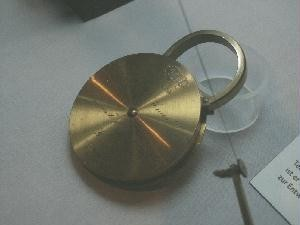
Schloss
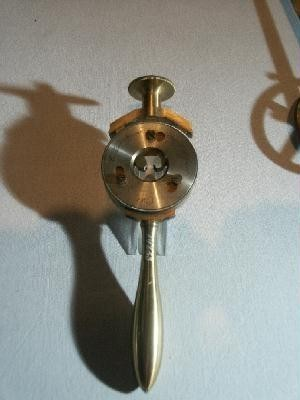
„Schraubenkluppe“, ein Werkzeug zum Gewindeschneiden
„Locomobile“ 1888, ein fahrbarer Dynamo, angetrieben von einem Marcus-Motor. Ganz rechts im Bild Siegfried Marcus

Einiges ist davon erhalten geblieben, großenteils im Wiener Technischen Museum. Auch das Malchiner Heimatmuseum zeigt in Marcus’ Geburtsstadt eine kleine, aber feine Schau von Leihgaben des Wiener Technischen Museums.

## Zeitgenössische Zeitungsberichte über Siegfried Marcus
Siegfried Marcus hatte eine beträchtliche Presseresonanz, vor allem in lokalen Fachzeitschriften, aber auch in Tageszeitungen. Auch damals galt, was noch heute gilt: Nicht alles, was in den Zeitungen steht, entspricht auch den Tatsachen.
Die erste Notiz findet sich 1855 betreffend die Vorstellung seines Antigraphen in der k.k. Akademie der Wissenschaften.
Die „Österreichische Wochenschrift für Wissenschaft, Kunst und öffentliches Leben“ berichtete, dass er am 22. Januar 1863 in einer Sitzung der mathem.-naturwiss. Klasse der Wiener Akademie das Modell eines von ihm erfundenen Elektromotors vorstellte, das sich wesentlich von allen bisher bekannt gewordenen ähnlichen Maschinen sowohl von seinem Principe als seinen Leistungen nach unterscheidet.
Im Jahr 1874 erwähnt Johann Friedrich Radinger zwei in Wien gebaute verdichtungslose Motoren, nämlich die von Julius Hock und Siegfried Marcus, obwohl sie nicht auf der Ausstellung vertreten waren. Die Angaben über den Marcus-Motor sind kurzgefasst, „Die Maschine … arbeitet nicht mit zerstäubtem, sondern mit verflüchtigtem Petroleum.“ Und „die Entzündung … geschieht durch einen Funken eines äußerst kräftigen Inductionsstromes, den ein Daumen auf der Schwungrad-Welle mit jeder Umdrehung neu erzeugt.“ Auch die Steuerung des Gemischeinlasses wird beschrieben: „… durchwegs gezwungene Bewegungen der Abschlüsse (Drehschieber) und nicht selbstwirkende Klappen“. Radinger hat den Motor auch laufen gesehen.
Moritz Ritter von Pichler (1847–1897) hielt im Jänner 1888 in Wien einen Vortrag: „Der Explosionsmotor des Siegfried Marcus“, welcher im Juni darauf in der Wochenschrift des Österreichischen Ingenieur- und Architektenvereines veröffentlicht wurde. Der Vortrag enthält eine Chronologie des Schaffens von Marcus, welche mit dem Motor des ersten Marcus-Wagens, des motorisierten Handwagens von 1870, beginnt. Auch der o. g. Motor von 1873 ist in der Aufzählung enthalten: „1873 wurde bei Sigl eine ähnliche Construction als stabiler Motor gebaut.“ Der wie Marcus in Wien lebende und auch für Marcus tätige Ziviltechniker hatte den Vortrag anlässlich des um 1888 von Marcus neu geschaffenen Viertakt-Verbrennungsmotors gehalten. Einige Erwähnungen sind besonders interessant, z. B. der Hinweis auf die raumsparende Bauart. „Die in Fig. 1 und 2 veranschaulichte Aufstellung wurde aus speciellen, principiellen und nicht hierher gehörenden Gründen von Marcus gewählt.“ Und weiter „Im Jahr 1882 als Übergang zur neuen Construction, wurde als Vorversuch eine Otto-Gasmaschine auf Petroleum mit Vaporisator und Zündapparat mit bestem Erfolge umgebaut“. Das Fehlen des zweiten Marcus-Wagens in der chronologischen Aufzählung der Marcus-Motoren war übrigens eines der Argumente von Gustav Goldbeck, den zweiten Marcus-Wagen auf „nach 1888“ zu datieren.
In „Ackermann’s Illustrierte Wiener Gewerbe-Zeitung“ (Petroleum – Motoren, 1890) ist von Fahrten mit zwei Passagieren (sic!) im September 1870 in der Mariahilfer Straße, Neubaugasse, Westbahnstraße und Kaiserstraße die Rede. „… und dürfte älteren Gästen des Cafe Gabesam die nächtliche Fahrt dieses eigenthümlichen Vehikels (Anm.: mit dem ersten Marcus-Wagen) noch in Erinnerung sein. Der Wagen von Marcus kann vor- und rückwärts fahren, er wird durch einen einfachen Hebel (sic!) in Betrieb gesetzt und ist für die Straßen vollkommen tauglich.“ Das Cafe Gabesam, einst an der Kreuzung der Mariahilfer Straße mit der heutigen Andreasgasse gelegen, war ein Stammlokal von Marcus. „Ist für die Straßen vollkommen tauglich“ ist eine gewaltige Übertreibung.
Der Patentanspruch von 1883 (Spritzbürstenvergaser, Verbesserungen an der magneto-elektrischen Zündvorrichtung) wurde 1884 als Sonderdruck der Zeitschrift für Elektrotechnik veröffentlicht. „Es ist der Hauptvorzug des Gasmotors gegenüber dem Dampf- oder Heissluftmotor, dass derselbe seine Nahrung kalt zu sich nimmt. Es entfällt durch diesen Umstand der Zeitverlust, welcher bei jenem mit dem Anheizen verknüpft ist“.
Eine wirtschaftlich entscheidende Rolle hat Marcus auf dem Gebiet der Verbrennungskraftmaschinen nicht gespielt. Am meisten ist über Marcus’ elektrotechnisches Schaffen publiziert worden. Marcus’ zukunftsweisende Arbeiten zur „Teilung des Stromes“, worunter die Versorgung verschiedener Verbraucher durch eine Stromquelle zu verstehen ist, waren Gegenstand von mehreren Veröffentlichungen und berührten ein in dieser Zeit hoch aktuelles Problem. Dazu schrieb am 30. Oktober 1878 in Wien die „Neue Freie Presse“: „Trotz der außerordentlichen Eigenschaften des elektrischen Maschinenlichtes stehen dem allgemeinen Gebrauch desselben auch für die Beleuchtung … zwei Haupthindernisse im Wege. Der erste besteht in der Unvollkommenheit der Lampen, … das zweite Hindernis besteht in dem Umstande, dass jedes einzelne elektrische Licht einen besonderen magneto-elektrischen Stromerzeuger erfordert. … Ein Wiener Techniker, Herr Siegfried Marcus, hat jenes für die Beleuchtungstechnik hochwichtige Problem tatsächlich, wenn auch in aller Stille, bereits früher gelöst und hatte in allen Staaten die Erteilung der Betreffenden Patente nachgesucht …“
Zwei Wochen vor Marcus’ Tod erschien in „Officielle Mittheilungen des Oesterreichischen Automobilclub“ von Ludwig Czischeck der Artikel „Collectivausstellung der Österreichischen Automobilbauer“. Der Autor berichtet darin über das erstmals der Öffentlichkeit präsentierte, heute als zweiter Marcus-Wagen bekannte Fahrzeug. „Ein von der Maschinenfabrik in Blansko (sic!) auf Grund dieses Versuchswagens verfaßtes Projekt vom Jahre 1875 (sic!) eines Marcus-Wagens weist eine noch vollkommenere Lösung auf, z. B. die Anlaßvorrichtung des Motors vom Führersitz aus. Eine Spindelbremse zur rechten Hand des Führers wirkt mit Holzbacken auf die Triebräder“.